# お宝デイズ
『お宝デイズ』（おたからデイズ）は、KBS京都、サンテレビとtvkによって共同制作された産学協同ドラマ第4弾。2006年10月から12月に放映された。
今回は前々作や前作と異なり大阪芸術大学の学生が演じている主要人物は二人だけである。

## 概要
前二作が大阪芸術大学のキャンパスを中心に撮影されていたのに対し、今作はキャンパス外の周辺地域を舞台にした物語となっている（但し芸大のシーンも少しだけあり、主人公が芸大生であるといった設定は前作と同様である）。そして今回は主人公たちお宝探検隊が楠木正成が残した財宝を探し出すといった物語となっている。

## 登場人物

### お宝探検隊
- 愛川円子：高田唯
- 井上数比呂：櫻田はるき
- 海老名瞳：本村真未
- 鬼塚拓也：日下諭

### 愛川家の人々と関係者
- 愛川志摩子：伊佐山ひろ子
- 愛川道山：小野寺昭
- 三枝鳥羽子：坂上香織
- 雅：白倉慎介

### 芸大職員
- 加賀美正人：浜畑賢吉

## 放送局
| 放送地域 | 放送局       | 放送期間         | 放送日時                 |
| -------- | ------------ | ---------------- | ------------------------ |
| 京都府   | KBS京都      | 2006年10月1日 -  | 日曜 22時00分 - 22時30分 |
| 兵庫県   | サンテレビ   | 2006年10月3日 -  | 火曜 21時00分 - 21時30分 |
| 神奈川県 | tvk          | 2006年10月6日 -  | 金曜 21時00分 - 21時30分 |
| 三重県   | 三重テレビ   | 2006年10月24日 - | 火曜 19時30分 - 20時00分 |
| 千葉県   | チバテレビ   | 2006年10月3日 -  | 火曜 20時00分 - 29時30分 |
| 和歌山県 | テレビ和歌山 | 2006年10月6日 -  | 金曜 22時00分 - 22時30分 |
| 奈良県   | 奈良テレビ   | 2006年10月1日 -  | 日曜 22時00分 - 22時30分 |